# 金弘壹
金 弘壹（キム・ホンイル、김홍일、1898年9月23日 - 1980年8月8日）は大韓民国の軍人、外交官、政治家。乳名は金弘日(キム・ホンイル、김홍일)。別名は崔世平(チェ・セピョン、최세평)。中国名は王雄、王逸曙、王復高。本貫は金海金氏。号は逸曙(일서)。金弘一、金弘壱、金弘逸とも表記される。甥に金英哉がいる。
日韓併合時、中国に亡命して大韓民国臨時政府に属した独立運動家の一人。大韓民国成立後は韓国陸軍に入隊し、朝鮮戦争初期の遅延戦において重要な働きをした。朴正煕政権時代は反対派野党の精神的支柱として重きを為した。

## 生涯

### 大陸での活動
1898年9月23日、平安北道龍川郡楊下面五松洞に金振健(キム・チンゴン、김진건)の三男として生まれる。父が運営していた私塾「楓谷齋」で小学生課程を終える。学業中に日露戦争があり、家がロシア軍の司令部として使われることがあった。韓国が併呑され日本の植民地になると、父は「倭賊の統治下で生きながらえるより自由を求める」という考えで中国東北部に移住し、東北部に移住した多くの韓国移民と同様に農業を営んだ。父は瀋陽新民屯付近で大規模な農場を、兄の金弘翊は長春で精米所を経営し、金弘壹は小西辺門の模範小学校に通った。当時16歳で中学校に入るべきだが、中国語力の問題で中学課程を学べなかったため小学校に入学した。しかし言語と環境の問題で一学期で退学して帰国した。
1918年春、独立運動家の曺晩植が校長であった五山学校を首席で卒業。卒業後、李昇薫の推薦で黄海道の儆新学校の教師となるが、抗日活動で警察に逮捕される。出獄後、兄の金弘翊や五山学校で同窓だった金承倜の助けを借り、1918年9月に上海に亡命。上海で中国人の黄介民と出会い、彼の紹介と推薦で貴州陸軍講武学校第2期に特別入学。講武学校は2年制で入伍期と修学期に分かれており、金弘壹が貴陽に到着した1918年12月には入伍期が終わろうとしていたが、劉顕世の配慮により、金弘壹は入伍課程を飛ばして1919年1月に編入した。
貴州陸軍講武学校歩兵科と貴州陸軍騎砲工兵実施学校砲兵科を卒業。貴州黔軍総司令部（司令：王文華）特務大隊排長、副官などを歴任。1920年、第2次護法戦争に機関銃小隊長として参加。貴州軍内部の政治的対立が激化すると軍を去った。
1920年12月に貴州を離れ、臨時政府を訪れる。そこで盧伯麟軍務総長の指示に従い、1921年3月に上海を発ち長白市に残留していた255人からなる軍備団を説得して引率し、ソ連の遠東革命軍と合流するためにイマンへ向かった。
5月10日にイマンへ到着し6月2日に自由市を訪れ柳東悦から大韓独立軍団の状況を聞いた。大韓独立軍団は内部統一さえできておらず、各団体の意見を調整することは不可能であり、統一された軍隊に仕上げられる見込みがないと知らされ、金弘壹はひどく落胆した。柳東悦に「イマンに戻って様子を見たほうがいい」と言われ金弘壹はイマンに戻った。
イマンに戻ると6月26日に韓人団体の間で主導権を巡って武力衝突が起こり、大韓独立軍団は壊滅的打撃を受けた（自由市惨変。その後、イマンに逃れてきた張基永、李鏞、韓雲用やサハリン部隊の朴イリア（朴エルリア）らと共に韓国義勇軍軍事委員会を新設し、義勇軍司令部を設立した。3個中隊が編成され、司令官に李鏞、第1中隊長兼参謀に林彪、第2中隊長に韓雲用、第3中隊長に金弘壹が就いた。また6か月課程の士官学校（校長：李鏞、教育長：韓雲用）が設立され、学徒隊長に就任。この時、金弘壹が所有していた中国軍官学校の教材がそのまま士官学校で使われた。
韓国義勇軍は極東共和国軍に合流して、白軍との戦闘に参加した。1922年2月以降、韓国義勇軍は独立歩兵大隊（大隊長：李鏞）としてハバロフスク周辺の警備を任され、金弘壹はこの部隊の副大隊長となった。やがて李鏞などの幹部が去ると、金弘壹が代わりに部隊を指揮するようになった。
1922年5月、極東共和国によって部隊が解体されると中国領に戻り、黄公三、宋子賢、李英伯などと中学校を設立。1923年9月に中学校が開校し、金弘壹は中国語、数学、体育を教えた。1924年、敦化の会合で、韓国義勇軍軍事委員会を復活させることが決定され、日本の捜査当局にあまり顔を知られていない金弘壹が間島龍井に派遣された。崔世平の名で龍井の明東中学校で数学と体育を教えながら、青年組織を引き受けた。教師として活動中に姓が崔の女性と付き合うようになる。当時は同姓同本同士の結婚が許されていなかったので、村では大騒ぎとなり仕方なく本名を明かした。やがて憲兵の捜査が及ぶと上海へと退避した。

### 中国軍での活動

#### 北伐から日中戦争勃発前
1926年、国民革命軍に加わり、東路軍総指揮部（司令：何応欽）少校参謀、中校科長。北伐に参加。営長、団長を歴任。1927年7月、国民革命軍総司令部は浙江省警備の重要性から浙江警備独立団の編成が決定され、金弘壹は団隷下の第1営営長となった。龍潭の戦いに参加し、戦闘終了後は第1軍第1師軍械股股長。1928年初め、第1軍は第1集団軍に改編され、金弘壹は第1集団軍第1縦隊総指揮部諮議となった。
1928年の第2次北伐では軍事委員会軍械処統計科長であった。当時の国民革命軍は軍閥の連合軍から国民党の党軍に変わる過渡期であることから兵器体系が一貫しておらず、そのため軍需支援任務は複雑であった。部隊と兵器別に消耗量統計を出し、戦闘の様相と程度を考慮して弾薬と兵器の補充計画を立てなければならなかった。また前線部隊は弾薬消費量を過大に虚偽報告することが多かったため、戦線を訪れて実情を調べなければならなかった。そして補充計画によって各兵工廠に毎月各種兵器と弾薬の製造を発注することも複雑な任務であった。
北伐後は南京総司令部軍需統計科長となり、1928年9月には呉淞要塞司令部副官処長となった。1928年11月。上海兵工廠軍械処長（兵器主任）兼任。野砲と小銃の生産を管理し、1930年頃からは閻錫山が管理する山西省の兵工廠から弾薬を調達することもあった。金九の要請で爆弾を製造し提供したこともあり桜田門事件で使用された手榴弾、上海天長節爆弾事件で使用された爆弾は金弘壹が金九に提供した物だった。
1931年に満州事変が起こると臨時稽査長を兼任して日本の動向を探った。
1932年、上海事変勃発により上海兵工廠が後方に疎開され、第19路軍後方諜報科長を兼任する。ドイツ留学から帰国した徐思白が上海海関総署に設立した作戦情報研究所で羅白鳴と共に対日作戦に参加。フランス租界に滞在し金九、安昌浩らと連絡を取りながら朝鮮人を動員して日本軍の後方攪乱や情報収集を行った。そして虹口埠頭に接岸していた出雲に上海派遣司令部が同居していることを察知、出雲を爆破しようとしたが失敗に終わる。また金九と共に日本軍の飛行機格納庫と軍需倉庫の焼却を企て、時限式の焼夷弾を兵站機関に雇われている朝鮮人に仕掛けさせる計画を立てたが爆弾が出来上がる前に停戦となったので、計画は沙汰止みになった。
上海天長節爆弾事件により、日本の捜査が及ぶと王逸曙に改名して南京へ行き、城外にある工兵学校の副官処長となる。その後も金九と密接に連絡していたが、1935年9月頃に金九の専横を警告したことが原因で喧嘩となり、金九とは距離を置いたという。
1932年10月、朝鮮革命軍事政治幹部学校の設立を後援。
1933年2月、江西紅軍の囲剿に参加。同年5月、南昌行営が改編され、南昌行営第2庁第1処第1課参謀。第2路軍総指揮部上校参謀、第2路軍第102師参謀主任を歴任。剿共作戦を終えると軍需設計委員に任命。軍需設計委員は、今後の戦争に備えてその準備作業を計画する役職であり、軍需署は東南臨海地域の軍需産業を西部内陸部に移転する計画を策定していた。
1934年から1938年まで中央陸軍軍官学校の教官を務める。1934年から洛陽分校韓人特別班に入校した朝鮮人生徒、1937年12月から星子県特別訓練班に入校した朝鮮民族革命党の青年党員を育成した。これらの生徒は後に光復軍や朝鮮義勇隊の中核要員となった。
1937年7月、廬山暑期訓練団に参加。軍事組第1総隊第1大隊に配属され、7月5日から17日まで訓練を受けた。また訓練を受ける他に経理処副処長を兼任し、訓練修了後もしばらくは経理処に残った。

#### 日中戦争

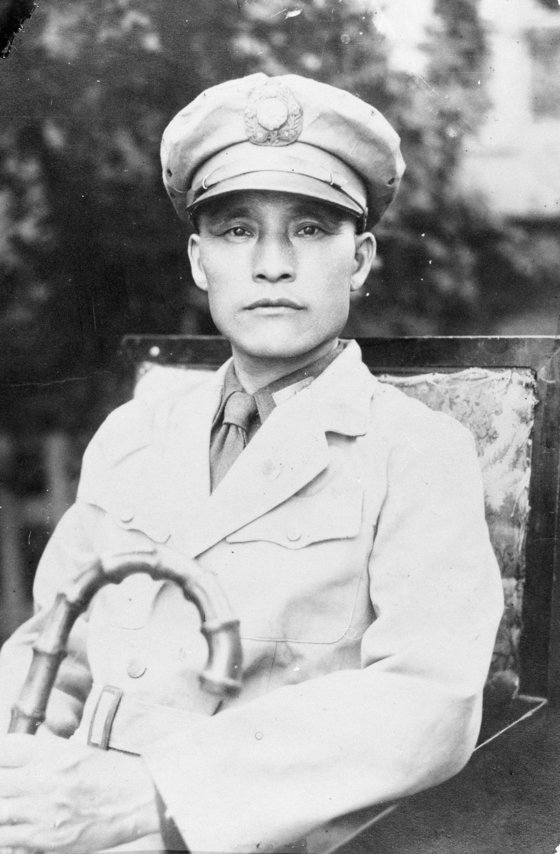
光復軍参謀長時代（1945年）

1937年、支那事変が勃発。翌年夏、羅卓英によって第102師(師長：柏輝章中将)に派遣され、参謀主任に任じられる。1938年の武漢会戦で第102師は南昌北方の徳安で第106師団と交戦し、大打撃を与えた。1939年1月、東郷県で編成された教導隊（総隊長：陳偉光）主任を兼任して班、排の骨幹人員を養成した。日本語にも精通していたため、戦場で捕えた捕虜は金が尋問した。1939年2月、捕虜にした日本航空隊の偵察員を尋問して得た情報は参考価値があると判断し、第102師は捕虜と供述内容を第3戦区司令長官部に送った。
南京や上海の陥落により部隊の撤収後は第9戦区前敵総司令部参謀処参謀に任命。参謀として南昌会戦に参加し、戦闘終了後は参謀処の同僚と共に手に入れた大量の日本軍文書、日記、手紙から「四月攻勢敵情彙編」を編纂した。金弘壹は「編纂大意」で編纂した目的は敵を知ることであるとし、敵を知ることができれば敵に勝つことができると指摘した。「四月攻勢敵情彙編」には第9戦区内の日本軍部隊を詳細に紹介しており、これは第9戦区の各級部隊が戦区内の日本軍を把握するのに大きな助けとなり、以降の対日作戦の基盤を固めた。その他に多くの日本軍士兵の日記、手紙を翻訳し、捕虜の尋問記録も収録しており、これらの資料を通して金弘壹は対敵宣伝が大きな役割を果たすと考え「以後は対敵宣伝を強化する」と提議した。第9戦区の対敵宣伝のほとんどは朝鮮義勇隊第3支隊が担い、前線で効果的な対敵宣伝活動を行い、時には主力部隊と協力して対日作戦を展開した。隊員の多くは金弘壹の教え子であったため、朝鮮義勇隊との関係は良好であった。
1939年、第19集団軍(総司令：羅卓英中将)少將参謀処長に就任した。第19集団軍は南昌西側の防備につき、南昌周辺を警備していた日本軍第34師団を悩ませた。1941年には上高会戦に参戦した。上高会戦初期は第19師師長代理を務めている。
1941年12月から1943年12月まで中国陸軍大学特別班第6期に在学。同期には同じく朝鮮人の朴始昌、1期先輩に崔用徳がいた。卒業成績は甲等であった。
1944年、中国青年軍編練総監部の軍務処長、参謀処長を歴任。
1945年6月、中国軍を退官し光復軍総司令部参謀長を務める。当時、光復軍は李青天の韓国独立党と金元鳳の朝鮮民族革命党に分かれ、対立していた。金弘壹は金元鳳派であったため、韓国独立党は金の参謀長任命に反対しており、就任後も解任を主張していた。これに対して金元鳳は。金弘壹を解任したら光復軍内の民族革命党員をすべて退去させると勧告した。
金弘壹は蔣介石と交渉して光復軍に対する臨時政府の総帥権を確立。王耀武兵団長と合作して光復軍は第74軍と共に武漢奪還作戦に参加することを計画した。これによって対日参戦を具体化する目論見であった。
金九主席、金元鳳軍務部長、柳東悦参謀総長、李青天総司令官が収集され臨政軍事首脳会議が開かれ、実行の承認を求めたが「米軍と合作し日本軍の後方でゲリラ戦を展開したほうが効果的である」という意見が出て対立、最終的に承認されなかった。その後、日本降伏の報を聞き、金弘壹は臨時政府が連合国の一員として参戦することはできなかったと嘆き、そして朝鮮はこの先どうなるかと憂えている。

#### 終戦後
終戦後は中国軍に復帰して1945年12月に東北保安司令長官部（司令長官：杜聿明）高級参謀兼韓僑事務処長。東北韓僑の保護と朝鮮への帰国に尽力した。
東北部では丁一権などの元満州国軍将校が集まって新京保安司令部を創設して、軍人とその家族が四百人ほど残っていた。新京保安司令部の代表と面会した金は、満州は国府軍と中共軍の一大決戦場になるので軍事経歴を積んだ人達を犠牲にせず速やかに帰国しなさいと勧告した。
東北韓僑の「独立国家の友邦国民としての待遇」と「永住の許可」を目指して、様々な活動を展開し、司令長官の杜聿明に東北韓僑は絶対に強制送還をしない、私有財産を認定する、水田農民を保護する、韓国僑民会を設置する等を提案した。また東北地区における移住の法的根拠をつくるために「韓僑処理弁法」を作成し、東北政務委員会に提出した。
東北の実力者である馮庸、張作相の反対を受けたが、韓国に同情的な中国南部出身の一部の政務委員がこの法案に積極的に賛成したため、1946年4月に「韓僑処理臨時弁法」が成立した。また東北韓僑事務処が設置され、金弘壹が処長に就任した。しかし韓国臨時政府駐華代表団が金弘壹を強く警戒して国民政府に処長職の撤回を求めた。これは駐華代表団を主導する韓国独立党と対立関係にある朝鮮民族革命党に金弘壹が所属していたからであった。駐華代表団団長の朴賛翊は1946年12月3日に淞滬警備司令部宛に、金弘壹の行動は共産党と同様であるとの告発文を送った。同年9月、韓僑処理は中国外交部駐東北特派員公署の管轄となり、金弘壹は南京に転任した。共産主義者の疑いをかけられたが、1947年2月の東北保安司令長官部の調査で韓国独立党の報告は事実無根だと判断した。
1947年5月、国防部政治部専門委員。1948年8月、蔣介石の手紙を携えて帰国。

### 帰国後

#### 韓国軍入隊

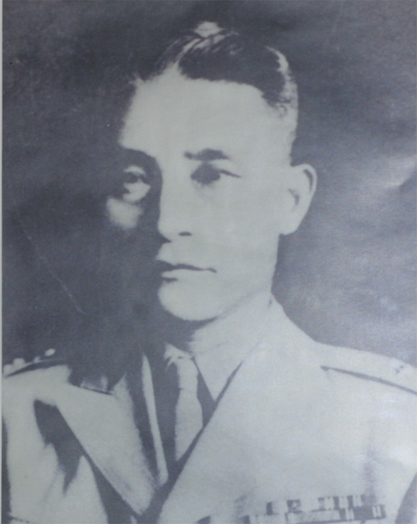
陸士学校長時代

1948年12月、韓国陸軍入隊、任准将（軍番12329番）。
1949年、陸軍士官学校校長、任少将。「忠国愛民」を教育目標に定めて「国防訓練で国土統一」、「軍紀確立で思想統一」、「清廉潔白で士兵第一」の三大教育方針を制定して教育の指針とし、これを基に「忠・勇」を教訓とした。それまで陸士には教訓が無かった。また国史、英語、一般学、指揮法、行政学やサッカー、バスケットボール、ボクシングなどの体育科目を新たに導入して、強靭な体力と教養を備えた将校を養成しようとした。さらに日本軍隊式教育から脱却して主体的な民族精神を志向するため、毎週月曜日に自ら直接実施した精神訓話教育は生徒達から大きな呼応を得た。金弘壹は陸士の2年制教育課程を強く主張していた。既存の45日～6か月の短期課程では力量ある軍事幹部養成に不十分だと考え、教育期間を延長して様々な科目を深く教育しなければならないと主張した。
1950年6月、参謀学校校長。

#### 朝鮮戦争勃発
1950年6月25日、朝鮮戦争が勃発し翌26日午前、蔡秉徳参謀総長、申性模国防部長官は軍事経歴者緊急諮問会議を開き、柳東悦、李範奭、池青天、金錫源、宋虎聲、金弘壹が召集される。会議は議政府方面の戦闘方針についてであった。蔡秉徳、申性模はソウル固守を唱えたが金弘壹は議政府の戦況を危ぶみ、戦争指導方針の確立を強調、漢江の線で戦うことを提案した。これに李範奭、李青天、金錫源が同意したが、蔡秉徳と申性模はソウル固守を変えなかった。
27日正午過ぎ、陸軍本部により戦略指導班長の職務で第1師団（師団長：白善燁大佐）を視察。金弘壹は第1師団が健在で反撃の計画まで立てていることに驚いたが、議政府方面の戦況について説明し、漢江以南まで後退することを勧めた。しかし第1師団は陸軍本部から依然としてソウル西翼の死守を命じられており、金弘壹もそのような権限は無かった。そのため陸軍本部に戻り、蔡秉徳に第1師団の状況を伝え、同師団に後退命令を出すように進言したが命令は変更されなかった。
6月28日、李應俊と蔡秉徳で状況の収拾案を協議した結果、金弘壹は始興で部隊を収拾して漢江の防御を担当、李應俊は水原で部隊を収拾して前方に輸送支援することに決まった。当時、韓国軍指導部は漢江線を防御するための体系的な対応策を講じておらず、戦争前に自然の障害物として遅滞戦闘に利用できると言及されただけで具体的な計画は無かった。兵士たちは度重なる戦闘と撤退で疲労困憊であり、収拾された人員も1個連隊の実兵力が1個大隊にまで減少していた。軍需面では、漢江橋の爆破によって師団の補給品を載せた1318台の車両全てが漢江以北に取り残され、北朝鮮の手に渡った。このような悪条件の中で始興地区戦闘司令部（시흥지구전투사령부）の司令官となり、敗走する将兵を収拾して混成首都師団、混成第2師団、混成第7師団を編成し、漢江を障害にして北朝鮮軍を阻止した。
7月3日、北朝鮮軍が漢江を渡河し、陸軍本部の命令で7月4日に安養で北朝鮮軍を阻止しようとするが、防衛部隊の実態は約8千人ほどで砲も重火器もなくわずか1日で水原は陥落する。陸軍参謀総長となった丁一権は韓国軍を再編し、始興地区戦闘司令部は第1軍団となり、隷下に第1師団（師団長：白善燁大佐）、第2師団(師団長：李翰林大佐)、首都師団（師団長：李俊植准将）であった。金弘壹は引き続き軍団長を務め、洛東江までの後退戦を指揮した。

#### 7月の後退戦
7月6日夕方、陸軍本部の命令によって第1軍団は第1師団を陰城、首都師団を鎮川に急派し、第2師団を予備に控置した。首都師団と第1師団は北朝鮮軍と交戦したが、左翼のアメリカ軍が撃退されたため第1軍団は首都師団に後退、第1師団に敵を遅滞させながら槐山を経て米院方面に後退するように命じた。7月10日、敵と交戦していた第1師団、首都師団は撤収した。その後、第1師団は度々待ち伏せで敵を撃退した。
7月11日、首都師団は第18連隊を美湖川南岸に残置して主力は清州に後退した。夜に第1軍団の作戦会議が開かれ、軍団司令部を報恩に下げ、首都師団をもって清州南側の高地帯を防御させ、第2師団をもって鳥致院方面に備えることになった。遅滞戦闘を続けていた第1師団には、なるべく槐山を長く確保した後、米院に後退するように指導した。
7月13日、第1軍団は清州北方まで迫った北朝鮮第2師団に軍団砲兵の集中射撃をした。北朝鮮第2師団は約800人の死傷者を出したが南下を続け、首都師団と交戦した。7月16日に左翼のアメリカ第24師団が撃退されたため、首都師団に報恩付近への後退を命じた。
7月17日、第1軍団と第6師団の間隙を突いて北朝鮮第15師団が尚州に向けて南下していたため陸軍本部の命令により第1軍団は第17連隊を化寧場に急派して南下する第15師団を阻止し、首都師団を東部方面の安東に転進させた。さらに第1師団を報恩‐尚州正面、第2師団を報恩‐黄澗道正面の遅滞を命じた。
7月末、第1軍団司令部は東部に移動し、再編成により隷下部隊は第8師団（師団長：李成佳大佐）、首都師団（師団長：金錫源准将）となった。

#### 釜山橋頭堡の戦い
8月1日の安東撤収作戦で大損害を受けた。
8月中旬、杞渓・安康の戦いで北朝鮮第12師団を殲滅した。その後の慶州の戦いでは再編された第12師団に苦戦し、27日に再び杞渓を占領された。
9月1日、軍団長を解任され陸軍綜合学校校長となる。理由は慶州方面に投入されたジャクソン支隊（Task Force Jackson）を指揮していたジョン・コールター少将の前進命令を受けたが、命令を聞かず部隊を動かさないので、アメリカ軍に指揮官の交代を要請されたためであるという。第3師団長の金錫源も一緒に解任されており、2人とも韓国軍内でも数少ない正規戦闘の経験がある指揮官であったため、この人事は当時でも疑問視され、国会では派閥による人事措置と批判された。これに対して申性模は、第8軍司令官ウォーカー中将の建議を受け入れたためだと明かし、ムチオ大使はこの状況をアメリカ国防省に報告した。金錫源は、このことについて『老兵の恨』で「金弘壱少将を後方に配置し、金白一准将が軍団長になったのには、唖然失色せざるを得なかった。いくら好意的に解釈しようとしても判断に苦しむ処置であった。」と書いている。
1951年3月、任中将、予備役編入。

### 退役後

李承晩の台湾訪問時（1953年11月27日）。左から蔣介石、金弘壹、李承晩

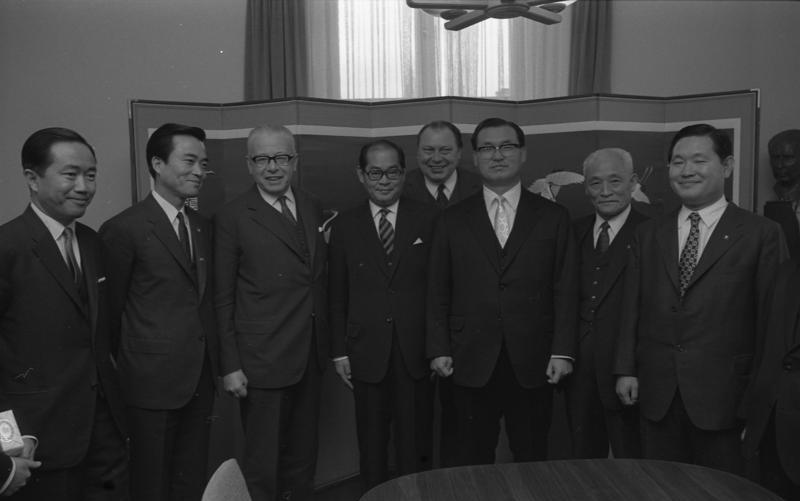
西ドイツ訪問時（1970年11月10日）。右から2番目の人物が金弘壹

1951年10月、李範奭の推薦で駐中華民国大使に任命。反共外交強化に尽力した。駐韓国大使の邵毓麟と協力して1953年に李承晩の台北訪問を実現させた。
1960年4月、四月革命の報に接した金弘壹の反応は否定的なもので「最高潮に達した共産主義者による悪用に起因するもの」とし、「我々は赤色陰謀を防止する措置を執っている」と述べた。4月26日、李承晩の下野消息を聞き、翌日、3・15不正選挙の責任者である崔仁圭の台湾逃避説に抗議しに来た台湾留学生と面談した後、大使職を辞任した。
1960年6月18日、韓国に帰国すると、周囲から政界進出を勧められ、総選挙立候補登録初日の6月28日に無所属でソウル市参議院候補に登録した。李承晩体制の清算が世論の呼応を得る中、マスメディアは彼を「旧執権勢力」「李政権で禄を食べた高級官吏」「李政権下で高官職にあった候補者」というように紹介した。選挙公報では実効的な反共政策の確立、国民福祉に基づく国家政策の樹立などを提示し、7月9日に開催された合同演説会では民主党候補者が4月革命の完遂を主張して独裁と戦った自らの経歴を紹介する中で、金弘壹は「国軍を合理的に減らし、国防と外交を強化する一方、貧困を一掃する」と述べた。結果、6人を選ぶソウル市参議院選挙に8位で落選した。
李承晩政権に長年官僚を務めた者として民主党執権に対する不満からか、保守新党結成の動きに参加。9月8日に金炳魯元大法院長や李承晩政権で長官を務めた尹致暎と卞榮泰などと接触する一方で、10月17日には民政倶楽部で開催した懇談会に参加したが、成果はなかった。
1961年3月、統一運動団体が台頭し、彼らを中心に「二大悪法」である国家保安法を強化した反共臨時特別法と集会・デモ規制を強化したデモ規制法の反対運動が激化すると、金弘壹は彼らを容共勢力と判断し、反共大会を率先して主導した。3月28日、ソウル駅広場で開かれた「右翼団体総連合容共勢力糾弾総決起大会」の大会長として参加し、「容共的猛動をこの地から一掃しよう」と主張し、国家保安法の強化を促した。しかし張勉政権が法案の上程を断念したことで、統一運動はさらに活発化した。
1961年5月18日、軍事革命委員会の顧問に任命され、20日には張都暎国家再建最高会議議長を首班とする内閣の外務部長官に任命された。軍事政権に参加したのは、社会不安に起因する共産化の懸念と張勉政権への不満と見られる。
外務部長官として外交関係を結んでいる国に対して軍事政権の正当性を強調し、支持を要請した。国家元首である尹潽善大統領を留めた事実を強調してアメリカ政府との関係を安定させるのに主要な役割を担い、さらに参戦16か国に支持要請公文を送り、国際連合朝鮮統一復興委員会の6か国代表を招待して懇談会を開催するなど軍事政権の国際的地位を確立するのに貢献した。
日本に対しては、5月23日に韓国代表団が帰国して兪鎮午首席代表からこれまでの経過報告を聞いた後、根本的な対日態度の策定を開始した。6月17日の記者会見では両国が相互に最大限の譲歩を行い、可能な限り早く国交を正常化すべきだというのが韓国の立場であることは明らかだが、懸念問題の解決なしに国交を正常化することはできないと明言した。6月28日には主要な懸念問題として、対日財産請求権、平和線の守護、在日僑胞の法的地位を提示した。7月8日には韓国が主張した財産請求権は決して根拠なく主張したものではないとし、平和線問題でも譲歩しないことを表明し、これらに対して日本が誠意を示すべきだと強調した。
しかし7月15日に血圧の問題でソウル大学校病院に入院するなど身病が理由で外務部長官を辞任。後のインタビューから反革命事件を目にして懐疑を感じて辞めたとも見られるが、その後も軍事政権との関係は続き、朴正熙国家再建最高会議議長の外務国防担当顧問を務め、国家再建最高会議にも引き続き出席し、朴正熙の外務部視察に顧問資格で同行し、ニジェール独立1周年記念式に朴正熙の特使として派遣された。また布告令第6号により解体された在郷軍人会が当局の配慮により再建された際に会長を務めた。
軍事政権は大統領中心制・国会団員制改憲を断行し、1963年1月1日から政治活動の再開を許可するが、この時期から金弘壹は軍事政権と距離を置き始めた。
1963年1月11日、最高会議議長顧問を辞任した金弘壹は2月10日に朴正熙を訪ねて、政府米の大量放出及び余剰農産物の安価配給、国民各界の代表で構成される経済会議を招集して経済恐慌打開策を講じること、選挙日を延期して野党に組織及び選挙運動の機会を与えること、投票から開票に至るまで立候補者が参観人を出すようにすること、政治活動浄化法該当者全員を解除することという難局打開のための5つの案を提示した。
1963年3月16日、朴正熙が政治活動の再中止と軍政延長の可能性を示唆したことで「朴議長が早急に軍政延長の決心を翻意することを望む」との声明を発表。
経済危機の自招と度重なる実情に失望した金弘壹は軍事政権との関係を断ち切り、本格的に独自活動を模索した。2月下旬、許政や旧自由党系人士と会い、新党結成に合意したことを明らかにしたが、三・一運動をはじめとする独立運動家、4・19精神を継承する新進青年層、5・16革命理念に徹した予備役将校を中心に政党を組織しなければならないという金弘壹の原則が受け入れられず、参加を中止することになった。
1963年3月下旬には卞栄泰を中心に組織された正民会（正民會、정민회）に参加したが、4月25日に正民会は政党として出発する段階ではないと判断し、これも脱退した。
最終的に韓国独立党の再建を選択し、1963年10月13日に開催された創党大会で代表最高委員に選出され党首を務めることになった。しかし創党大会を参観した記者が「出席した代議員295名のうち子供連れの婦人がほぼ3分の1」と表現したように党勢は微々たるもので、第6代総選挙に金弘壹は7人の全国区候補者のうち1番目に立候補したが落選した。
1963年下半期、日韓間の請求権問題を密室で合意した「金・大平メモ」や平和線の譲歩のニュースが伝えられ、1964年初めには「3月妥結、4月調印、5月批准」説が広まると、日韓会談妥結阻止のための学生デモが始まるとともに、野党・在野勢力の闘争が本格化した。1964年3月9日、野党・在野勢力を中心に結成された対日屈辱外交反対汎国民闘争委員会の執行委員の名簿に名を連ね、金弘壹もその流れに加わった。
1964年6月15日、韓国独立党内で開催された最高委員会議で党代表を辞任。
1965年初めから様々な新聞を通して政府が推進する日韓会談反対の声明を出した。まず日本は「武力侵略は準備しなくても原動の経済的支配を夢見ている」としながらも「日本が自由の側に立って共産主義陣営と戦うことを望んでいるため、我々は韓日会談をし、国交正常化をするために不断の努力をした」と述べ、日韓会談の必要性を述べた。しかし第一に、日本の高位層からは公公然と「韓国を占領して徳を与えたとか、20年ほどさらに統治していればもっと発展しただろうという妄言」が出てくるが、このような態度を捨てて「真心に韓国に対して謝罪する心を持ち、真の善隣友好の心根」を見せるべきで「乙巳保護条約と庚戌合併条約は日本帝国主義が韓国に対して犯した罪悪であり、これを根本無効であることを鮮明に」すべきだ。第二に、「賠償金として受けなければならないものでも12億ドル以上あるのに、日本から数億程度を借りて使うために媚びへつらう外交」をしてはならず、「36年間強盗したのだから」、我々は「請求権も経済協力もない相応の賠償金」を受け取らなければならない。また「その使用においても韓国が絶対的自由と主導権を持つように」し、「日本経済市場の原肥」になってはならない。第三に、平和線は韓国政府が「国際法と国際関係に基づいて正当なものとして宣布したものであり、10余年守ってきた生命線であるため、決して撤廃することはできない」。第四に、「文化財は我々が提出した目録に基づいて、その所在が明らかなものは返還されなければならない」と反対した。
1965年6月22日、日韓協定が調印されると金弘壹はさらに積極的に闘争に乗り出し、「韓日協定がまるで征服者の鞭の下で強制的に締結された感があり、憤りを禁じ得ない」と政府を批判する一方、7月14日には金在春、朴炳権、朴圓彬、白善鎮、宋堯讃、孫元一、張徳昌、李澔、曺興萬、崔慶禄ら予備役将軍と共に日韓協定の反対声明を発表。
1965年7月下旬から祖国守護国民協議会（祖国守護協）結成を主導し、代表執行委員として組織を率いた。祖国守護協は政治家中心の対日屈辱外交反対汎国民闘争委員会とは違い民間機構で結成され、1965年7月31日に李仁、梁柱東、咸錫憲など民間各界人士の参加で発足し、合法的闘争による日韓協定批准阻止を目標にした。祖国守護協は批准阻止の方法として、非常国民大会招集や国会議員の個人説得を提示し、これにより8月2日に金弘壹は国会を訪れ、野党である民衆党議員に「韓日協定の限界阻止公約を必ず守るために、議員職は草芥と思って少しも執着するな」と伝えた。また8月4日には祖国守護協主催でソウル中区デソン（대성）ビルで非常国民大会を開催して街頭行進を試みた。
8月14日の与党民主共和党の批准処理強行に、金弘壹は非暴力抵抗運動を続けると表明し、8月19日、祖国守護協名義で現国会の解散と総選挙の実施及び新しい国会での大統領、内閣弾劾断行を骨子とする声明を発表。これに対して政府は他の反対団体と共に未登録違法団体と規定して活動を禁止した。
しかし金弘壹は退くことはなく、祖国守護協執行委員の朴圓彬、朴炳権、孫元一を含む10人の予備役将官と共に政府を辛辣に批判する声明を新聞広告欄に掲載した。8月25日付の「韓日協定批准無効化闘争に対する声明書」では日韓会談を「非正常的黒幕去来」と規定し、朴正熙政権が「全体主義的な統治意識」と「ファシズム的思考」で野党と学生、国民を弾圧していると言及。デモによって学生と軍が衝突する中、8月27日には「国軍将兵に送る呼訴文」を発表。国軍将兵が神聖な国土防衛の使命よりも執権者によって国民や国家の利益に反する目的で動員される悲しき事態に至ったとし、執権者たちを反民族行為者であり、民主主義に逆らう反国家行為者だと糾弾した。また国軍将兵には、どんな状況でも愛国国民に銃を向けてはならないと訴えた。
このようなことから朴炳権、金在春、朴圓彬と共に出版物による名誉棄損として立件され、8月27日から28日の召喚尋問を経て29日に電撃拘束された。「国軍将兵に送る呼訴文」で政権者を「反国家的」「利敵行為者」と表現し、朴正熙大統領の名誉を棄損したという理由であるが、事実上政府の政治報復であった。さらに検察は祖国守護協も巻き込み、8月20日以降のデモの母体となったとして内乱扇動の罪まで着せた。10月25日、政府は十分な見せしめになったと判断したのか、8月31日から急性虫垂炎で拘束執行停止状態だった金弘壹と3人を保釈した。金弘壹はすぐ軟禁されたが、1965年末から活動を再開した。
政府に抗議して拘束されたことが中央日刊紙の号外に掲載されたことで金弘壹は世間の注目を集め、一躍野党の迎入対象として浮上した。1966年初め、金弘壹は民主共和党の「栄光は総裁に」というスローガンがヒトラーのナチス、ソ連のスターリン体制を連想させ、彼らの全体主義一党独裁を必ず牽制しなければならないとし、再び政界に進出した。
金弘壹ら祖国守護協人士に最初に手を差し伸べたのは、尹潽善中心の民衆党脱党派であった。彼らは「議員職を賭けて韓日協定批准を阻止せよ」という金弘壹の言葉通り、批准阻止失敗の責任を負って民衆党を脱党し、議員職を辞退したグループである。金弘壹は彼らと新党創党交渉をしたが、既成政治家と新人の組織比率、党首や1967年の大統領候補の選定などの問題で合意に至らず、最終的に民衆党強硬派が交渉を断念して3月30日に新党を立ち上げることになった。
次は民衆党が接近し、民衆党は自らを野党単一大統領候補の母体政党とすることを主張したのに対し、予備役将官及び祖国守護協人士側は、民衆党の現体制を白紙化して汎野党政党に再編すべきだと主張して大きな異見を示し、さらに予備役将官が入党の条件として、民衆党が日韓協定批准阻止公約の不履行について国民に謝罪すること、現民衆党指導層全員の辞退を要求し、交渉が難航した結果、8月末に民衆党との交渉も決裂した。これらの交渉が終了した時点で金弘壹はインタビューで、微々たる規模でも長い目で見て国の運命を背負う真の政党を創ってほしいと語った。創党は断念し、代わりに散らばった野党の力を1つにまとめることに尽力した。
1966年9月27日、金弘壹、李仁、白南薫、申粛、朴己出など在野人士が集まり、「在野、時局宣言」を発表。これは政党政派に属さない人々が集まり、「野党勢力の統一ないしは野党大統領候補の統一に向けて協議体を構成し、既存政党と接触する」ことを宣言したものである。金弘壹含む彼ら時局宣言派は、10月29日に民衆党の大統領候補である兪鎮午、党首の朴順天ら、11月10日には新韓党の鄭一亨、尹濟述らと会い、野党統一、大統領候補の統一を議論した。
両党から単一化についてある程度の共感を得たと判断した時局宣言派は12月14日に大統領候補単一化を推進する公式機関として「野党大統領候単一化推進委員会」を発足させた。野党大統領候単一化推進委員会は、民衆党人士55名、新韓党人士47名、在野関係者40名の署名を受けて発足し、顧問に白南薫、白楽濬、李範奭、議長団に金弘壹、民衆党の許政、新韓党の張澤相を選出、実行委員20名と共に活動を開始した。
金弘壹は、顧問・実行委員の連席会議で両側が激しい対立を繰り広げる中、直接調整案を提示し、1967年1月11日、満場一致の採択を導いた。しかし新韓党が決定を翻意し、1月23日に尹潽善が代替案として兪鎮午、白楽濬、李範奭を含む四者会談を提案するが、これにも金弘壹は積極的に関与した。会談に参加しようとしない李範奭と白楽濬を鄭一亨と共に説得して参加させることができた。
四者会談によって、両者は新設合党に合意し、金弘壹が調整案として提示した「9人委員会」がその方法を立案することになった。
1967年2月7日、新民党が発足され、合意に基づいて大統領候補に尹潽善、党首に兪鎮午を推戴した。統一推進委員会の議長団の1人として、在野人士を代表する民衆党・新韓党間の仲裁者として新民党創党における金弘壹の貢献は大きかった。金弘壹は新民党代議員を選出する選考委員として活動しながら、自然と新民党に入党した。
1967年6月、麻浦区で公薦された金弘壹は第7代総選挙（6・8総選）に出馬し、大法官出身の共和党・金甲洙、四選議員の共和党・曺在千と対峙する。「統合野党を推して一党独裁を阻止しよう」という新民党のスローガンを掲げ、不正選挙が行われる中で当選した。しかし新民党としては院内の3分の1に満たない45議席を確保するだけに留まり、共和党の129議席に大きく及ばない状況であった。
このような中でも金弘壹は議政活動を通じて朴正熙政権を牽制しようとした。6・8総選を不正選挙と規定した新民党の党論に沿って、1967年6月19日に開催された「6・8不正選挙糾弾国民総決起大会」で、総選の無効化及び再実施、不正選挙責任者及び不正に加担した者の処罰を求める決議文を朗読し、デモに参加して警察が制止する中、国会前まで進出した。1968年6月20日には国会国防委員会委員として「郷土予備軍設置法廃止法案」の発議者で参与し、「国民を縛って政治的に悪用しようとしている」と政府の郷土予備軍設置施策に批判の声を上げた。同年12月27日には、日本と北朝鮮の交流の実情を取り上げ、これを阻止できない韓日協定を破棄し、「日本は北傀を挙論することも、往来することも、帰還することもできないことを確約」しなければならないと主張した。
1968年末、政府与党からの改憲論から3選改憲阻止闘争が始まり、新民党は1969年1月末に「大統領3選改憲阻止闘争委員会」を構成するが、金弘壹はこの企画委員を務め、7月17日に新民党が在野勢力と力を合わせて立ち上げた「3選改憲反対汎国民闘争委員会」では指導委員であった。8月7日に改憲案が国会に提出されると、国会徹夜籠城に参加し、10月17日の国民投票を前に地方で反対講演を行い、改憲阻止の先頭に立った。
ついに政府与党の法制定と改憲を阻止することはできなかったが、これまでの活動によって金弘壹の党内の地位を高めることになった。李承晩政権出身で、無所属・韓独党所属で出馬して落選し、5・16クーデターにも加担した在野人士であり、そのため党内の派閥がなかったにも関わらず、党中央に上がることができた。
1969年5月27日、兪鎮午体制の新民党で指導委員に任命され、1970年1月26日の臨時全党大会では柳珍山が総裁に選出される際、全党大会議長に選出された。
1970年9月29日、1971年大統領候補指名大会で全党大会議長である金弘壹の意思進行の下、金大中が新民党の大統領候補に選出された。
1971年3月6日、親民党は金大中の選挙運動と同時に3選廃止改憲国民発議を推進するが、金弘壹はこれを担当する「10人対策委員会」委員長を務めて運動を指揮しようとした。国民50万名の署名を受けて改憲を発議し、3選改憲反対闘争に繋げると同時に、署名運動を通じて選挙ブームを造成する計画であった。しかし中央選挙管理委員会との違法是非などで選挙の雰囲気に悪影響を与えると判断して運動を保留にした。
1971年5月、第8代総選挙（5・25総選）に全国区候補として出馬し、柳珍山、金大中、洪翼杓に次ぐ当選が確実視される4番であった。しかし永登浦甲区に出馬する予定の柳珍山が候補登録締切直前の5月6日に全国区で登録し、永登浦甲区には29歳の無名青年を登録させたことで、ある種の取引説が広がり、党内の激しい反発を引き起こした（珍山波動）。
柳珍山総裁と副総裁が責任を取って辞退し、党憲に基づいて金弘壹が総裁権限代行に就任した。当時、金大中が幹部会議を主宰して総選挙期間中は自身で総裁権限代行を遂行しようとしたが、これを牽制しようとする金泳三と李哲承が党憲通りにすることを主張したため、金弘壹が権限代行を引き受けることになった。
1971年5月10日、総裁権限代行として「今回の事を契機に新民党は揺動することのない堅固な団結と必勝のために臨戦態勢で戦列を整え、新たな出発を国民に約束する」と決意表明をし、総選挙を陣頭指揮した。金弘壹は中道派に分類されるほどに、派閥間の対立を仲介し、安定的なリーダーシップを発揮した。自身が本部長を務めた「7人選挙対策小委員会」に主流派（金在光、金炯一、李忠煥）と非主流派（金大中、尹吉重、尹濟述）を配置して総選挙を率い、共和党に比べて大幅に劣勢な財政状況にかかわらず、資金調達と活用対策を立て、当選可能な地区に優先的に中央党遊説班を派遣して効率的な総選挙戦略を立てようとした。また選挙不正実態特別調査団を別途に運営し、朴正熙政権の不正選挙の試みを告発した。KBSのテレビ演説も行い「共和党が5・25総選で主権的独裁のために改憲線確保にあらゆる凶計を尽くしている」とし「新民党が改憲阻止線を確保できなければ憲政に終末が来る」と述べて新民党への支持を訴えた。
総選挙の結果は、全体議席の過半に少し満たない89議席を占め、韓国議政史上初の均衡国会が実現し、憲法改正阻止を含む単独臨時国会召集要求権、国務委員解任案提出権などの権限を持つことができた。
1971年6月16日、金弘壹は7月の全党大会を前に「党内の民主的手順を通じた党首競争に出て、結果がどうであれ承服し、党の団結のため努力する」と党権挑戦を明らかにした。このような背景には、柳珍山、金泳三、李哲承系派などの支持があった。珍山波動の責任所在問題が解決されていない状況で柳珍山派の党権挑戦は後日に企図するしかなく、金泳三と李哲承も柳珍山系の後援がなければ党権挑戦は難しかった。そのため、それまでの党首は派閥がなく勢力を伸ばせない人物でなければならなかった。その適任者として浮上したのが、5・25総選の実績があり、「党を円満に収拾する中道的元老」のイメージがある金弘壹であった。7月20日から21日の間に開かれた全党大会で、金大中と梁一東の2人と対峙し、20日の1、2次投票ではどちらも過半数に届かず、21日に金弘壹と金大中の決選投票まで行われた結果、金弘壹は444票の過半数を獲得し、370票の金大中を抑えて党首に就任した。
1971年9月30日、新民党は国会に金鶴烈経済企画院長官、呉致成内務長官、申稙秀法務長官の解任案を提出。それぞれ経済危機、実尾島事件や広州大団地事件などの社会混乱、検察の司法権侵害で引き起こされた司法波動の責任を問い、朴正熙政権の実情を炙り出そうとする意図があった。金弘壹の指揮下、院内総務団は所属議員に緊急待機令を下してソウルを離れないようにし、訪日中の議員は急遽帰国させ、病中の議員も表決に無条件参席させた。表決前に開かれた議員総会では「勝利はおろか、離脱することなく89議席の実力を見せることで、共和党と国民に我々の力を誇示しなければならない」と強調した。全否決が予想されたが、10月2日の表決結果は、一部与党議員の同調によって賛成107票、反対90票で、呉致成解任案が可決された。
1971年12月6日、朴正熙政権は安保危機を理由に国家非常事態を宣言。政府の施策は国家安保を最優先して早速な安保体制の確立、安保上の脆弱点となる社会不安要素の排除、言論の無責任な安保論議の謹み、全ての国民は安保上の責務遂行に誠実であること、全ての国民は安保を主とする新しい価値観を確立すること、これら5つがその内容だった。翌日、新民党議員総会は、早速な安保体制の確立を除く4項の撤回を求めることを決議し、金弘壹が代表で対政府質疑に立ち「安保を口実に議会民主主義の無力化を自招したり、国民の基本権を侵害することは禁物」と警告した。
1971年12月21日、共和党は、大統領に広範囲の非常大権を付与する「国家保衛に関する特別措置法」を提出。自ら先頭に立って闘争すると宣言した金弘壹は22日から新民党議員と共に国会を占拠し、徹夜籠城に入った。共和党の白南檍議長と白斗鎮国会議長が説得を試みたが、金弘壹は断固として法案の撤回を主張した。しかし共和党は、12月27日午前3時に国会第4別館に集まり、法案を強引に通過させた。
1972年1月15日、金弘壹は年頭記者会見で国家保衛法撤廃などの党方針を提示した。これを実行するため、新民党は3回も臨時国会を召集したが、共和党の不参加により5月まで国会は空転した。
1972年6月2日、金弘壹は議員総会で5日間の断食を宣言した。当時73歳である党首の断食宣言は全党大会開催問題で騒がしかった党内を静めて議員の結束を引き出す措置であった。国会新民党党代表室で進行した金弘壹の断食と共に国会籠城を続けていた議員らは6月5日に警察の制止を振り切ってデモを行い、14名が連行される事態になった。断食を終えた金弘壹は6月6日に「朴正熙政権の不法と横暴には断じて屈従しないという私達の決然した態度と団結で邁進すれば、その結実は必ずあると確信する」という談話を発表し、朴正熙政権の独裁化に対する阻止の意志を改めて表明した。断食と籠城の結果、共和党は臨時国会の参加を決定し、7月3日から国会正常化を果たした。
しかし議席数が過半数に満たず、立法活動に制約があるという根本的な限界や衛戍令発布や非常事態宣言など統制が深化する中で国会外の在野勢力との連携も容易ではなく、新民党は独裁化する朴正熙政権を阻止することに失敗した。
1972年6月末、柳珍山が再起を公式宣言したことで、新民党は珍山連合と反珍山連合に分裂することになった。金泳三系と李哲承系は珍山連合に、金弘壹は金大中系や梁一東系などと共に反珍山連合に属していた。珍山連合の支持で党首になったが、珍山波動の責任者である柳珍山に大きな不満を感じ、これまでの指導力で独自の勢力を形成していたことから再選の可能性があると判断した金弘壹は金大中と協力することにした。しかし柳珍山を中心に結束している珍山連合の優勢が明確な中、反珍山連合は候補調整も合意されず、危機を感じざるえなかった。
1972年9月5日、金弘壹党首名義で柳珍山に損害賠償請求訴訟が提起されることで葛藤が激化した。金弘壹が総裁権限代行を務め、柳珍山から全国献金引継ぎの際、4300万ウォンより少なく、これを柳珍山が横領したというもので、一種の政治攻勢であった。
両陣営は3回の延期を繰り返した後、9月1日及び9月26日から27日の開催が確定した。しかし依然として柳珍山の当選が有力な状況の中で金弘壹は9月21日に再び全党大会の延期を主張した。柳珍山、金弘壹、金大中、梁一東は9月25日と大会当日の26日に会って、延期期間をめぐって交渉したが決裂し、最終的に2つの全党大会が開催された。珍山連合は交渉決裂と同時にソウル市民会館で全党大会を強行し、柳珍山が満場一致で党首に推戴した。反珍山連合は、翌27日に金弘壹の家で開かれ、12月まで全党大会を延期することを決議し、それまでは金弘壹体制を維持することを議決した。選挙管理委員会が柳珍山の党代表変更申請を受け入れたため、両者は法廷闘争に入り葛藤は増幅した。尹濟述や崔炯佑などを中心に両者の調整を模索する動きもあった。
1972年10月17日、朴正熙大統領の超憲法的非常措置の施行と共に非常戒厳令が宣布され、全ての政治活動が中断された（十月維新）。この時、金弘壹は理髪所に立ち寄った帰りに自宅軟禁された。12月27日、維新憲法公布と朴正熙の大統領就任と同時に政治活動が許可された。しかし党費横領や党職員不法使用などの嫌疑で反珍山連合が柳珍山に対して告発した件は全て無嫌疑不起訴処分となり、同様に党首活動を阻止相と提起した政党代表委員職務執行停止及び職務代行者選任停止仮処分申請も5回の公判が行われたにも関わらず取り下げられた。
柳珍山が合法的な党首として認められると、金弘壹は梁一東と共に新党創党の議論に乗り出した。金弘壹は新民党の党籍を維持したまま、柳珍山の交渉を見守り、しばらく態度を保留にすることもあったが、1973年1月17日、柳珍山がほとんど自身の「直系部隊」で構成された政務委員名簿を発表すると、翌18日に新民党を脱党した。
1973年1月26日、「政界を引退しようとしたが、愛国市民から毎日のように激励の電話と手紙を受け、また勇気を得て新党に党籍を移した」という声明と共に梁一東が主導する民主統一党に合流した。1月27日の民主統一党創党大会で代表最高委員に推挙されたが、これを梁一東に辞譲し、常任顧問職を務めた。
民主統一党は創党宣言文で「何よりも一切の似非野党と政商謀利輩を除去し、良識を持った透徹な野党人士だけ」で政党を運営すると明らかにしたように、自分達が新民党とは区分される「鮮明野党」であることを強調した。維新憲法宣布で国会議員の3分の1を大統領が推薦するようになって代議員制度は歪曲され、野党にとって立法権確保のため議席獲得は依然として重要な問題だった。
民主統一党は創党と同時に第9代総選挙の準備に突入し、金弘壹はソウル鍾路・中区に出馬し、経済企画院長官出身の共和党・張基栄、5選議員の新民党・權仲敦、7選議員の新民党・鄭一亨と相対した。金弘壹は、ひたすら民主秩序の回生に残りの生涯に捧げると出馬の理由を明らかにし、候補者間の合同演説会で「私は10月以降何もできなかった。しかし多くの野党指導者たちはゴルフや外遊を楽しんでいた」と新民党を批判し、真正な野党候補である自分を選んでほしいと訴えたが落選した。民主統一党としても2議席しか得られず大敗し、総選挙前に金弘壹が公薦者大会で提示した「最下30名当選」という目標値が気恥ずかしい数字であった。共和党73議席に次いで新民党が52議席を占めたことを見れば、民主統一党の「鮮明野党」の訴えは有権者の選択を受けなかったといえる。
以降、金弘壹は民主統一党の顧問職を維持し、1973年12月に「改憲請願百万人署名運動」本部結成に署名者として参加し、1974年12月には「民主回復国民会議」顧問名簿にも名を連ねるが、以前のように政治の前面に出ることはなく、一線から退き長老として教会の仕事に集中した。
1977年5月、光復会会長。会長選出時に政治活動は一切しないと宣言。朴正熙から支援金5億ウォンを引き出し光復会館を設立。13年の流浪生活に疲れた光復会に家が造られ、このような業績から会員の全面的支持を受け、1979年6月、第7代会長に推戴された。1980年1月、釜山地区連合支会から慶尚南道地域を分離、慶尚南道支会と全羅道支会を統合し、全羅南道・全羅北道支会を分離、増設するなど活躍した。国内の活動経歴などから就任直後に資格論争が起きたが、当時では李甲成初代会長に次いで2番目に長く会長を務め、光復会の中興を成し遂げたとも評価される。
会長任期中の1980年8月に死去。当初は社会葬で行われる予定であったが、遺族が金の質素な生活観を尊重したため家族葬で執り行われた。葬儀には崔侊洙秘書室長、全斗煥国防常任委員長、ジョン・A・ウィッカム在韓国連軍司令官、李甲成など約1500名が参加した。この中には丁一権や太完善などの政界元老、李應俊や白善燁などの退役将軍、李熺性戒厳司令官や柳炳賢合参議長などの現職軍将官と各界人士300余名も参加している。
1980年8月11日、東亜日報に李鍾賛による金弘壹の追悼文が掲載。
1985年10月、KBSで金の生涯を描いた特別企画ドラマとして「五星将軍金弘壹」が放送される。
1999年8月、大韓民国国家報勲処が8月の「今月の独立運動家」に選定。
2000年7月、戦争記念館が「7月の護国人物」に選定。
2015年1月、大韓民国国家報勲処が「1月の6・25戦争英雄」に選定。
2018年1月、母校である五山高等学校に胸像が建てられる。
2020年6月6日、文在寅大統領は大田顕忠院で行われた追悼式で金弘壹に言及した。
2020年8月、戦争記念館が「8月の護国人物」に選定。

## 逸話
- 1951年、李承晩は金弘壹を中華民国大使に任命した際、「金将軍が軍人として我が国に寄与した功績を思えば五星将軍（元帥）で除隊させなければならないのに、我が軍にそのような制度は無い。しかし金将軍は我が軍の三星（中将）に中国軍の二星を加えれば五星将軍になる」と言った[8]。そのため金弘壹は五星将軍と呼ばれるようになった。
- 韓国軍創設時、既に少数派であった中国系軍人[注釈 9]で、さらに朝鮮戦争時に上級指揮官として活躍した数少ない人物であった[5]。また大軍の運用と国家の防衛施策に関与した経験を持ち[9]、師団以上の戦力を指揮した経験がある唯一の軍人であった[11]。アメリカ軍政庁は、日本軍の中で最も階級が高く戦犯として処刑された洪思翊将軍と同等に見ていた[110]。丁一権は「当時はその戦歴、識見、人物、ともナンバーワンであった」と述べている[111]。白善燁によれば、人望とリーダーシップが群を抜いていて、彼に従う軍の後輩が多かったという[4]。
- 金雄洙（朝鮮語版）は、陸士校長時代の金弘壹について「人格を備えた指導者の下で軍隊生活をすることができ、やりがいを感じた」、漢江防御戦について「漢江線で国軍が6日間の遅延作戦を成功させることができたのは、金弘壹将軍の愛国心と適切な判断、指揮力に起因したことが大きいと私は考えている」「今、漢江辺に金弘壹将軍と祖国の危機に命を捧げた無名の学徒兵を称える像が除幕されることを願っている」、安東撤収作戦については「軍団長に作戦の道義的責任があることを指摘し、辞意を表明することを提案した」と回顧録に記述している[112]。
- 駐韓軍事顧問団（英語版）団長のロバーツがチャールズ・ボルト（英語版）に送った手紙には「中国出身将軍の中で最良の人は金弘壹少将で韓国陸軍士官学校校長。約50歳であり、小意気、誠実、学者で、そしてアメリカ化されてきている。」と書かれている[113]。
- 朝鮮戦争期の韓国軍指揮官の中で、その役割と成果に比べて最も過小評価された人物の1人として挙げられる[114]。
- 金點坤によれば「作戦はうまいわけではないが後退の仕方を知っていた。中国軍でいつも後退ばかりしていたから、これは非常にうまい」という[115]。
- 隷下の金錫源とは、所属していた軍隊[注釈 10]や作戦指導の違いから折り合いが悪かった。

鎮川の戦いでは、首都師団から全く報告が無く心配で3回ほど督戦に行ったという。またある将軍の証言によれば、「あれでは大隊長は勤まっても、師団長は勤まらない。すぐ替えろ」とまで漏らしていたという。
8月7日に金錫源は首都師団長を解任され、第3師団長に転補した。安東撤収作戦で大損害を受けたことが原因だと言われているが、金弘壹によれば、軍団の命令を聞かず青松地区で奇襲を受けたことから全く意思の疎通ができず行末も案じられたので、この際思い切って師団長の更迭を上申したという。なお後任には「首都師団長という名に相応しい人、勇敢な人、言うことを聞いてくれる人」という3つの条件をつけた。
ある時、軍団司令部で申性模長官と金錫源将軍の「やはり日本の軍隊を連れてこなければならない」と言う話を偶然聞いて「何の話をする！」と怒鳴ったという。
- 1950年7月24日、韓国第1師団は25日朝にアメリカ第25師団第24連隊に任務を委譲し、尚州に集結して再編成したのち咸昌に向かえという命令がきたが、第24連隊は指定の時刻が来ても現れない。堪りかねた白善燁は金弘壹に「指定の時刻に来ないのは向こうが悪い。所命のように早く行きましょう」と具申した。ところが金弘壹は「今は連合作戦を実施中で、こちらは助けられる立場、向こうは助ける立場にある。だから、信義が何より大切だ。何かの都合で遅れているのであろう。私が尚州に行って督促する。それまで我慢して、後退した後に尚州に下がった方が良い。もし空っぽのところを衝かれ、尚州を奪われでもしたら大変なことになる」と諭したそうである[120]。しかし白善燁はその著作『韓国戦争一千日』に金弘壹が「来ないのは向こうが悪いのだから、早く下がれ」と督促にきた、と記してある[121]。
- 中国軍および光復軍出身の金弘壹と日本陸士出身の李應俊は、その出身とは別に親しい関係だったと見られ、1976年の対談では李が「満州国軍、中国軍出身そして日本軍出身に兪海濬、李成佳さんのような光復軍出身も大挙として新しい祖国の旗の下に集まって来る」と言ったのに対し、金は「あの時の素晴らしい光景は出身も別々だった人達がお互いに推薦し、薦挙する姿だ」と李に共感した[122]。また五山学校の後輩で駐越韓国軍司令部作戦参謀を務めた全濟鉉（전제현）予備役少将は、中国に渡った金弘壹の手紙を亡命から3か月ぶりに国内の家族に初めて伝達したのが李應俊だと証言している[122]。
- 白善燁によれば、曺晩植は生前に「中国軍には王逸曙という有名な朝鮮人将帥がいる」と話していたという[4]。
- 1970年代、佐々木春隆は朝鮮戦争史の研究のため、しばしば韓国に訪れ、資料の収集や戦跡の調査、関係者の聞き込みなどを行っていた。その一人に金弘壹もいたが、佐々木は日中戦争で第40師団に所属しており、金とも交戦した関係だという[123]。そのため当初は言いづらかったそうだが、その事が話題になると、お互いに苦労した仲であるという共感を得られたのか、昔を懐かしむ面持ちになり、急に打ち解けられた様子だったという[123]。また金から受けたある種のさわやかな感動は、佐々木に修練の必要を感じさせた[123]。
- 1981年、台湾を訪問した朴定仁に、何應欽は「金弘壹将軍は非常に優秀な人でした。私は彼が青年将校の時から育ってくれるように非常に努力した」と語った[124]。
- 金弘壹の政治活動に対する評価は複雑で、保守的な反共主義者として5・16クーデターに加担して憲政秩序を崩壊させるのに貢献したことは分明な事実であり、すぐにその体制の限界を悟って拘束を覚悟して断食闘争まで行い、朴正熙政権の独裁的な国家運営に抵抗したことも明らかであった。しかし還暦を過ぎたにも関わらず、クーデターに加担して手に入れたものを捨てて70歳を過ぎても民主主義回復に投身したことは高く評価されるべきだとしている[125]。

## 年譜
- 1919年 - 貴州陸軍講武学校第2期歩兵科卒業
- 1920年 - 貴州陸軍騎砲工兵実施学校砲兵科卒業、貴州黔軍総司令部特務大隊排長
- 1926年 - 国民革命軍東路軍総指揮部少校参謀
- 1927年
  - 7月 - 浙江警備独立団第1営中校営長
  - 9月？  - 第1軍第1師軍械股股長
- 1928年
  - 1月 - 第1集団軍第1縦隊総指揮部諮議
  - 6月？ - 軍事委員会軍械処統計科長
  - 9月 - 呉淞要塞司令部副官処長
  - 11月 - 上海兵工廠軍械処長
- 1932年 - 第19路軍後方諜報科長
- 1933年
  - 2月 - 第2路軍総指揮部参謀
  - 5月 - 南昌行営第2庁第1処第1課上校参謀
  - 8月17日 - 陸軍工兵学校副官[126]（～1934年7月26日[127]）
  - 8月18日 - 中校[128]
- 1936年 - 軍政部軍需署軍需設計委員会専任委員
- 1937年
  - 2月22日 - 陸軍歩兵中校[129]
  - 7月 - 廬山暑期訓練団入団
- 1938年
  - 1月 - 中央陸軍軍官学校特別班軍事教官
  - 夏 - 第102師参謀主任
- 1939年 - 第19集団軍参謀処長
- 1940年7月19日 - 陸軍歩兵上校[130]
- 1942年1月 - 中国陸軍大学特別班第6期入校
- 1943年12月 - 中国陸軍大学特別班第6期卒業
- 1944年
  - 同年 - 全国知識青年従軍編練総監部参謀処少将処長
  - 6月1日 - 韓国臨時政府軍務部次長[131]
- 1945年
  - 6月1日 - 光復軍総司令部参謀長[132]
  - 12月 - 東北保安司令長官部高級参謀兼韓僑事務処長
- 1947年5月 - 国防部政治部専門委員
- 1948年
  - 7月 - 国民政府国防部部附[14] 陸軍中將
  - 8月 - 帰国
  - 12月 - 韓国陸軍特任入隊、准将任官（軍番12329番）
- 1949年
  - 1月15日 - 陸軍士官学校校長
  - 2月1日 - 少将[133]
- 1950年
  - 2月24日 - 陸軍参謀学校高位幹部課程修了[134]
  - 6月10日 - 陸軍参謀学校校長
  - 6月28日 - 始興地区戦闘司令部司令官
  - 7月5日 - 第1軍団長
  - 9月1日 - 陸軍綜合学校校長
- 1951年
  - 3月 - 予備役編入
  - 3月15日 - 大韓傷痍軍人会設立準備委員会委員長[135]
  - 10月 - 駐中華民国大使
- 1960年7月 - 参議員（ソウル特別市、無所属）落選
- 1961年
  - 5月18日 - 軍事革命委員会顧問
  - 5月20日 - 外務部長官
  - 12月 - 在郷軍人会会長
- 1963年
  - 10月 - 韓国独立党創立代表最高委員
  - 11月 - 第6代国会議員（全国区、韓国独立党）落選
- 1964年 - 北朝鮮解放統一促進会会長
- 1965年2月26日 - 星友倶楽部代表指導員（～7月1日）[136]
- 1966年12月 - 野党大統領候補単一化推進委員会実行委員
- 1967年
  - 4月 - 新民党ソウル麻浦地区委員長
  - 6月 - 第7代国会議員（ソウル麻浦区、新民党）当選
  - 10月 - 国会国防委員会委員
  - 11月 - 新民党政策委員会外務・国防文科委員
- 1968年
  - 4月 - 新民党ソウル麻浦地区党委員長
  - 6月 - 新民党指導委員、中央党紀委員長
- 1969年
  - 5月 - 国土統一諮問委員会委員
  - 11月 - 国会国防委員会委員
- 1970年
  - 1月 - 新民党政務委員、全党大会議長
  - 7月 - ベトナム、タイ、カンボジアの軍事・経済視察
  - 10月 - 西ドイツ下院議長の招請によりドイツに訪問
- 1971年
  - 5月 - 新民党党首権限代行、親民党選挙対策本部長、第8代国会議員（全国区、親民党）再選
  - 7月 - 新民党党首、国会外務委員会委員
  - 8月 - 新民党政務会議議長
- 1973年1月 - 民主統一党常任顧問
- 1974年
  - 11月 - 民主回復国民会議七人委員会委員
  - 12月 - 同会議顧問
- 1976年5月 - 中華学術院名誉哲学博士
- 1977年5月 - 光復会会長

## 勲章
- 済南作戦有功受嘉賞 - 1928年5月[137]
- 万家嶺会戦有功受大功勲章 - 1938年[137]
- 上高会戦勇敢受華冑栄誉奨章 - 1941年[137]
- 抗戦勝利勲章（中国語版） - 1946年10月10日[138]
- 四平街戦功作戦有功受陸海軍一等奨章 - 1946年[137]
- 太極武功勲章 - 1951年10月31日[139]
- 大綬雲麾勲章 - 1952年[140]
- 大綬景星勲章 - 1960年6月4日[141]
- 建国勲章独立章 - 1962年

## 著書
- 回顧録
  - 『大陸의憤怒:老兵의回想記』 文潮社、1972年
- 論文
  - 『国防槪論』 高麗書籍株式會社、1949年
  - 『군대정신교육』
- 編纂
  - 『四月攻勢敵情彙編』 第九戰區前敵總司令部參謀處、1939年8月[注釈 11]
  - 『長沙會戰:贛北敵情紀實』 第九戰區前敵總司令部參謀處、1940年

## 親族
- 父 金振健(김진건、不明 - 1918年、平安北道龍川郡の富農）
- 妻 閔景蘭（민경란、不明 - 1991年、3・1女性同志会会長、独立記念館理事）
  - 長男 金克哉（김극재）
  - 次男 金勇哉（김용재、国民政府軍事委員会文書役員[142]、韓国空軍少佐、1960年1月甲種二等懋績獎章授与[143]、香港の事業家[144]、白凡記念事業会理事）
  - 三男 金徳哉（김덕재、米国在住）
- 兄 金弘翊（김홍익、金振健の長男）
- 甥 金英哉